# Roland Huntford
Roland Huntford, född 1927 i Kapstaden, är en brittisk journalist, historiker och författare av i första hand biografier över polarforskare. Han är bosatt i Cambridge.
Huntford har varit skandinavisk korrespondent för The Observer och har bevakat vintersporter åt dem.

## Det blinda Sverige
1971 utgav han The New Totalitarians (svensk översättning av Åke Ohlmarks, Det blinda Sverige, 1972), en översikt över Sveriges sociala och historiska utveckling där han kritiskt jämför den snabba sociala omvandlingen i Sverige under 1950- och 1960-talen med Aldous Huxleys dystopi Du sköna nya värld (1932). Huntfords huvudtes var att Sveriges socialdemokratiska arbetareparti förlitat sig mindre på våldet och hotelserna som de gamla totalitära gjorde, utan snarare på smygövertalning och mjuk manipulation, på social ingenjörskonst. Inverkan av staten blev tydligt i de mest privata angelägenheter, i områden som tidigare inte nåtts av politisk kontroll.
Han menar också att den sexuella revolutionen i Sverige fungerar som ett surrogat för frihet. Sex har enligt honom blivit en ställföreträdande passion för ett samhälle i övrigt instängt i tristess och “engineered consent”, som kännetecknar det svenska samhället.

## The Last Place on Earth
Roland Huntford har gjort sig känd som författare av biografier över polarforskarna Robert Scott, Ernest Shackleton (1985) och Fridtjof Nansen (1997). Hans The Last Place on Earth (ursprungligen Scott and Amundsen, 1979; i svensk översättning av Margareta Eklöf och Torbjörn Egerstad som Scott & Amundsen, 1980) har haft stor betydelse för allmänhetens intresse för polarforskningen. Hans föga smickrande beskrivning av Scott väckte stor uppmärksamhet i hemlandet. Hans jämförelse mellan Scott och Roald Amundsen utfaller inte till brittens fördel. Andra forskare har senare försökt återupprätta Scotts skamfilade rykte, däribland Ranulph Fiennes som menar att Huntford saknar egen erfarenhet av polartrakterna.

## Andra böcker
Roland Huntford har också skrivit Sea of Darkness och The Sayings of Henrik Ibsen. Han har varit Alistair Horne Fellow vid St. Antony's College, Oxfords universitet.